# Pterygioteuthis microlampas
Pterygioteuthis microlampas е вид главоного от семейство Pyroteuthidae. Видът не е застрашен от изчезване.

## Разпространение и местообитание
Разпространен е в Нова Зеландия (Кермадек и Северен остров) и САЩ (Хавайски острови).
Среща се на дълбочина от 50 до 1400 m.